# Louis Gobet
Louis Gobet (28 oktober 1908 - ?) was een Zwitsers voetballer die speelde als verdediger.

## Carrière
Gobet speelde eerste voor Blue Stars Zürich maar vertrok er na een jaar naar Étoile Carouge FC. Na een jaar keerde hij echter al terug en speelde er nog tot in 1933. Hij ging spelen voor FC Bern en daarna Young Boys Bern met wie hij in 1945 de beker wint.
Hij speelde twaalf interlands voor Zwitserland, hij nam met de Zwitserse ploeg deel aan het WK voetbal 1934.

## Erelijst
- Young Boys Bern
  - Zwitserse voetbalbeker: 1945